# وینسنت نیکولز
وینسنت نیکولز (انگلیسی: Vincent Nichols؛ زادهٔ ۸ نوامبر ۱۹۴۵) متخصص الهیات، کاردینال بازنشسته و کشیش کلیسای کاتولیک اهل بریتانیا است. پاپ فرانسیس در ۲۲ فوریهٔ ۲۰۱۴ او را به عضویت مجمع کاردینال‌ها درآورد.